# Влияние пандемии COVID-19 на преступность
Пандемия COVID-19 затронула преступность и незаконную экономику, в таких сферах как организованная преступность, терроризм, уличная преступность, киберпреступность, незаконные рынки и контрабанда, торговля людьми и дикими животными, рабство, грабежи и кражи со взломом.
«Глобальная инициатива по борьбе с транснациональной организованной преступностью» заявила в своей аналитической записке в марте 2020 года, что хотя понимание долгосрочных последствий на этих ранних стадиях пандемии является трудным, кое-что ясно — пандемия вызвала сокращение некоторых видов организованной преступной деятельности, в то же время предоставляя новые возможности в других областях, вызывая изменения в «организованной преступной экономике», которые могут впоследствии оказаться долгосрочными. В докладе говорится, что нарушения, вызванные пандемией, были использованы некоторыми преступными группами в качестве возможности для расширения своей деятельности. Существует возможность «появления преступных группировок в качестве поставщиков и „партнёров“ государства по поддержанию порядка».

## Влияние на преступность
Пандемия COVID-19 вызвала сокращение многих видов преступности во всём мире. Отчёт USA Today от 4 апреля показал снижение числа криминальных инцидентов (в Америке) с 15 марта в девятнадцати из двадцати рассмотренных полицейских ведомств. Однако в докладе также отмечается рост домашнего насилия. Некоторые полицейские департаменты намеренно арестовывают меньше людей, чтобы предотвратить потенциальное распространение коронавируса в тюрьмах; решают проблемы альтернативными способами, а не производят «физические аресты». Associated Press сообщает, что в Чикаго аресты по поводу наркотиков упали на 42 % по сравнению с тем же периодом в 2019 году. В целом преступность в Чикаго снизилась на 10 % в течение пандемии. Это снижение наблюдается во всех городах мира, поскольку были усилены ограничения для сдерживания распространения коронавируса.
После увеличения ограничений на передвижение в различных странах на улицах становится всё меньше людей, что приводит к снижению уровня уличной преступности. А поскольку всё большая часть населения остаётся дома в закрытом помещении, количество краж и квартирных взломов сократилось. В Колумбии и Сальвадоре вследствие строгой изоляции многие виды преступлений потерпели крах. В Перу уровень преступности в марте снизился на 84 %. Предполагаемый наркобарон Сербии Драгослав Космаяч умер от COVID-19.

### Подделки и мошенничество
Были также вскрыты факты подделок и мошенничества, непосредственно связанные с пандемией коронавируса. В начале марта 2020 года более 34 000 поддельных хирургических масок были изъяты правоохранительными органами по всему миру в рамках операции «Пангея» при поддержке Интерпола и Европола. Полиция Индии изъяла тысячи поддельных масок N95, провела обыски магазинах, продающих маски и дезинфицирующие средства по завышенным ценам, а также возбудила дело против скупщиков средств индивидуальной защиты. В США люди были арестованы после того, как выдавали себя за врачей и требовали оплаты за лечение.
Операция «Украденное обещание» была проведена при содействии Погранично-таможенной службы США, Управления по контролю за продуктами питания и лекарствами, Службы почтовой инспекции США, Секретной службы США, Службы внутренних доходов, Федерального бюро расследований, рабочей группы правоохранительных органов «Пять глаз» и международной разведывательной коалиции между Австралией, Канадой, Новой Зеландией, Великобританией и США. В ходе операции были отслежены и изъяты партии неправильно маркированных, мошеннических, несанкционированных или запрещённых товаров, связанных с COVID-19.

### Киберпреступность
С увеличением числа людей, проводящих больше времени в интернете, киберпреступность возросла. С увеличением объёма работы из дома всё к большему и большему объёму корпоративных данных получают доступ из домов, которые, возможно, не имеют такого же уровня безопасности, как офисные системы. Всемирная организация здравоохранения опубликовала уведомление о кибербезопасности, предупреждающее людей о мошенниках, имитирующих сотрудников ВОЗ.
По крайней мере один продавец в Даркнете пытался продать заражённую коронавирусом кровь, которую продавец якобы ввёл летучим мышам после того, как её извлекли из его госпитализированного отца. На момент написания статьи неизвестно, пытался ли продавец совершить мошенничество или на самом деле продавал кровь.

### Домашнее насилие
В марте 2020 года в Лос-Анджелесе наблюдалось снижение преступности на 23 % по сравнению с мартом 2019 года. Все категории преступлений в Лос-Анджелесе, включая сообщения о насилии в семье, за исключением угона автомобилей, сократились.

### Преступления на почве ненависти
Разведывательный отчёт, составленный хьюстонским отделением ФБР, предупреждал о вероятном росте числа преступлений на почве ненависти в отношении американцев азиатского происхождения, основываясь на предположении, что часть американской общественности связывает эту пандемию с Китаем и населением стран Азии. Они также ссылались на многочисленные случаи преступлений на почве ненависти, уже совершённых по всей стране, такие как когда три члена семьи американцев азиатского происхождения были зарезаны человеком, утверждавшим, что семья была китайской и распространяла вирус.

### Террористические атаки
В своём журнале «Аль-Наба» Исламское государство рекомендовало своим членам использовать эту пандемию для совершения террористических актов. Некоторые экстремисты считают вирус божественным наказанием за человеческие грехи, как на Западе, так и в мусульманских странах. Международная кризисная группа заявила, что пандемия нанесёт ущерб международным антитеррористическим усилиям.
В Индии среди сотрудников полиции Дели была распространена информация о возможном нападении Исламского государства на сотрудников полиции на местах в форме одиночных нападений или «нанесения ножевых ранений, стрельбы или наезда транспортных средств».

### Использование COVID-19 в качестве оружия
Железнодорожница из Лондона, заразившаяся коронавирусом, умерла после того, как мужчина напал на неё и её коллегу. Мужчина утверждал, что у него был вирус, и продолжал плеваться и кашлять в лица женщин, прежде чем убежать. Полиция, реагирующая на домашний инцидент в Дареме, Англия, была оплевана подростком, который кричал на офицера, что он надеется, что у него есть COVID-19, тому было предъявлено обвинение в убийстве работника скорой помощи. В период с 1 апреля по 13 мая 2020 года ирландская полиция была целенаправленно оплевана или обкашляна по одному человеку 64 раза, в результате чего департамент увеличил использование капюшонов для защиты от плевков на 70 %.
В Соединённых Штатах Америки многие полицейские департаменты задокументировали людей, кашляющих или плюющих на офицеров и утверждающих, что у них есть COVID-19. Против этих лиц могут быть выдвинуты обвинения, которые варьируются от нападения второй степени до террористической угрозы. Женщина из Нью-Джерси плюнула на полицейского и сказала офицерам, что у неё положительный тест на коронавирус, в то время как они арестовывали её. Подобные случаи наблюдались во Флориде, Колорадо,, Мичигане, Огайо и других штатах.

## Влияние на полицию
В таких странах, как Италия и Испания, произошла передислокация карабинеров и военных подразделений соответственно. Пандемия затронула систему уголовного правосудия. Кроме того, в Великобритании в рамках чрезвычайных планов расследования убийств могут быть ограничены из-за дополнительной нагрузки, создаваемой пандемией. Бразилия отложила на неопределённый срок проведение операций по борьбе с рабством.
COVID-19 увеличил нагрузку на различные полицейские учреждения. Признавая возросшую рабочую нагрузку, польская полиция полушутя написала в своём твиттере 19 марта: «Пожалуйста, прекратите всю преступную деятельность до дальнейшего уведомления», — сообщение, которое было направлено на преступников: «мы будем признательны за ожидаемое сотрудничество, связанное с воздержанием от совершения преступлений». В индийском штате Бихар дополнительный генеральный директор полиции признал, что полиция в большей степени сосредоточена на обеспечении соблюдения режима изоляции, но полицейская деятельность также проводится, в результате чего нагрузка на полицию значительно возросла.
Пандемия привела к срыву различных транснациональных операций, таких как давно запланированная совместная операция шести стран (Камбоджи, Китая, Лаоса, Мьянмы, Таиланда и Вьетнама) и Управления Организации Объединённых Наций по наркотикам и преступности против организованной преступности и наркоторговцев в регионе. Сокращение легальных трансграничных перевозок и ограничения на международные воздушные перевозки затрудняет контрабанду на большие расстояния.
Кроме того, было отмечено воздействие, основанное на потенциальном контакте сотрудников правоохранительных органов с лицами, подтверждёнными или подозреваемыми в наличии COVID-19, хотя центры по контролю и профилактике заболеваний США (CDC) считают непосредственный риск для здоровья низким. В случае контакта с лицом, имеющим COVID-19, CDC рекомендует сотрудникам правоохранительных органов следовать тем же рекомендациям, что и специалисты скорой медицинской помощи, включая надлежащие средства индивидуальной защиты.

## Влияние на судебную систему
Королевская прокурорская служба Великобритании вынесла рекомендации о внесудебном лишении свободы за менее тяжкие преступления. В США право шестой поправки на адвоката было сокращено из-за пандемической ситуации.
Правительства Ирана и Афганистана сократили число заключённых, чтобы ограничить распространение коронавируса. Верховный суд Индии дал указание всем правительствам индийских штатов рассмотреть вопрос об освобождении некоторых заключённых, в результате чего было временно освобождено до 34 000 человек. США и Индонезия также освободили заключённых.